# ズベイル・バヤ
ズベイル・バヤ（Zoubaïer Baya、1971年5月15日 - ）は、チュニジアの元サッカー選手。元チュニジア代表。ポジションはミッドフィールダー。

## 来歴
1994年にチュニジア代表デビュー。アフリカネイションズカップ1996では準々決勝、準決勝の2試合連続で得点をあげ、31年ぶりの決勝進出を果たした。1998 FIFAワールドカップ、2002 FIFAワールドカップでは、ともにグループステージ全試合に出場した。チュニジア代表で通算82試合に出場、17得点をあげた。

## 代表歴

### 出場大会
- チュニジア代表
  - 1998 FIFAワールドカップ
  - 2002 FIFAワールドカップ

### 試合数
- 国際Aマッチ 82試合 17得点（1994年-2002年）[1]

| チュニジア代表 | 国際Aマッチ | 国際Aマッチ |
| 年             | 出場        | 得点        |
| -------------- | ----------- | ----------- |
| 1994           | 2           | 1           |
| 1995           | 13          | 2           |
| 1996           | 13          | 3           |
| 1997           | 10          | 3           |
| 1998           | 12          | 0           |
| 1999           | 0           | 0           |
| 2000           | 11          | 3           |
| 2001           | 11          | 5           |
| 2002           | 10          | 0           |
| 通算           | 82          | 17          |